# Чи-Ну
Тип 3 «Чи-Ну» (яп. 三式中戦車) — японский средний танк времён Второй мировой войны. Был создан в 1943 году как дальнейшее развитие танка «Чи-Хе», отличаясь от него новым, более мощным, 75-мм орудием в новой башне. Наиболее совершенный серийный японский танк Второй мировой. Всего за время серийного выпуска было произведено, по разным данным, от 60 до 166 танков «Чи-Ну». В боевых действиях они участия не принимали, поскольку поступали в части, предназначенные для обороны Японских островов от так и не состоявшейся высадки войск США.

## История создания и производства
Средний танк Тип 1 «Чи-Хе», запущенный в производство в 1943 году, явился значительным шагом вперёд по сравнению с более ранними Тип 97 «Шинхото Чи-Ха», получив противоснарядное бронирование, более совершенную конструкцию корпуса, более современные средства связи и лучшее распределение функций экипажа за счёт трёхместной башни. Однако и он стал лишь частичным решением проблемы, поскольку был по-прежнему вооружён лишь 47-мм пушкой Тип 1, которая устарела с появлением у США на Тихоокеанском ТВД к 1943 году в значительных количествах танков M4 «Шерман», против лобовой брони которых она была почти бесполезна. Вдобавок её осколочный снаряд обладал сравнительно невысокой эффективностью.
В качестве средства повысить огневую мощь японских танков была выбрана 75-мм полевая пушка Тип 90, являвшаяся модернизированным вариантом производившейся по лицензии французской пушки фирмы «Шнейдер». Для её размещения на «Чи-Хе» была разработана новая, увеличенная башня изменённой формы, без кормового пулемёта, бывшего стандартным для всех более ранних японских танков. Модернизированный таким образом «Чи-Хе» получил по японской системе классификации бронетехники обозначение Средний танк Тип 3 (2603) или «Чи-Ну» («средний десятый»).
Однозначных данных о серийном выпуске «Чи-Ну», как и о большинстве японской бронетехники, нет, в связи с тем, что значительное количество документации было уничтожено в конце войны. По одним источникам, серийный выпуск «Чи-Ну» начался в середине 1943 года, по другим же — лишь в сентябре 1944 года, и продолжался вплоть до конца войны. Объёмы выпуска были сравнительно невелики, вследствие сложностей с поставками сырья и разрушения японской промышленности, вызванного воздушными бомбардировками США. Часть источников, базирующихся на данных США, полученных после войны, приводит цифру в 60 произведённых танков. Другие источники, основывающиеся на более поздних исследованиях японских архивных данных, приводят бо́льшие цифры, такие как 144 и даже в 166 выпущенных к окончанию войны «Чи-Ну».
С запуском «Чи-Ну» в производство, его развитие не закончилось. Строились планы по его перевооружению более мощной 75-мм пушкой Тип 5 с длиной ствола в 56,4 калибра, аналогичной устанавливавшейся на так и не запущенном в серийное производство среднем танке «Чи-То». Орудие должно было устанавливаться либо в незначительно переработанной старой, сварной башне, либо в новой, литой, по форме аналогичной сварной, однако за стадию проекта перевооружение «Чи-Ну» так и не вышло. Танк получил обозначение Чи-Ну Кай.
- «Чи-Ну» на сборочной линии
- Установка трансмиссии в корпус «Чи-Ну»
- «Чи-Ну» на завершающем этапе сборки

## Описание конструкции
«Чи-Ну» отличался от своего предшественника, «Чи-Хе», в основном лишь новой башней с более мощным орудием, остальные системы танка существенным переработкам не подверглись. При этом «Чи-Ну», как и «Чи-Хе», унаследовал от «Чи-Ха» и «Шинхото Чи-Ха» без серьёзных изменений значительную часть узлов и применённых на них конструктивных решений.
Танк имел стандартную для японских танков того периода компоновку, с размещением двигательной установки в корме, а трансмиссионного отделения — в лобовой части машины. Экипаж танка состоял из пяти человек — водителя и стрелка-радиста, располагавшихся в отделении управления, и наводчика, заряжающего и командира, находившихся в трёхместной башне.

### Броневой корпус и башня
Броневой корпус «Чи-Ну» существенным изменениям по сравнению с «Чи-Хе» не подвергся и по-прежнему представлял собой усовершенствованный корпус «Чи-Ха» с упрощённой для производства конструкцией и усиленным лобовым бронированием. Незначительно доработано было лишь боевое отделение, на которое теперь устанавливалась новая, более крупная башня.
Броневой корпус и башня «Чи-Ну» собирались из плоских катаных плит и листов гомогенной стали, толщиной от 8,5 до 50 мм. Детали собирались в основном при помощи сварки, однако всё ещё широко применялось также болтовое и заклёпочное соединение. С внутренней стороны корпус «Чи-Ну» снабжался подбоем из асбестовых листов, служившим как для повышения пожарной безопасности, так и для смягчения ударов экипажа о броню при движении танка.
Бронирование «Чи-Ну» — дифференцированное, противопульно-противоснарядное. Лобовая часть корпуса — ступенчатая, образованная верхней и нижней броневыми плитами толщиной 50 мм, расположенными под углом 15 и 20 градусов к вертикали, соответственно, и средним листом толщиной 12 мм, расположенным под углом в 79 градусов к вертикали. Нижняя часть бортов, а в кормовой части корпуса — весь борт — вертикальные бронеплиты толщиной 25 мм, в верхней части бортов имелись надгусеничные полки, борта которых состояли из 20-мм бронеплит, расположенных под углом до 30°. Корма корпуса собиралась из бронеплит толщиной, по разным данным, 20 или 30 мм, вертикальной верхней и расположенной под углом в 20 градусов нижней. Крыша корпуса состояла из 12-мм, а днище корпуса — из 8,5-мм броневых листов.
Башня «Чи-Ну» — трёхместная, выраженной шестигранной в плане формы, с развитой кормовой нишей. По конструкции башня была аналогична корпусу. Лобовая броневая плита башни, толщиной 50 мм, была расположена под углом в 12° к вертикали. Расположенные под углом в 10° борта башни и вертикальная корма собирались из 25-мм броневых плит, броневые листы крыши башни имели толщину в 12 мм.
Для посадки и высадки экипажа служили два люка в крыше башни и один — в её левом борту, механик-водитель и стрелок-радист собственных посадочных люков не имели. Кроме того, в правом борту башни имелся пистолетный порт, а в её корме — ещё один люк, служивший для демонтажа орудия. Для доступа к двигателю служили несколько люков в крыше моторного отделения, а для доступа к агрегатам трансмиссии — два люка в средней лобовой детали.

### Вооружение
Основным вооружением «Чи-Ну» являлась 75-мм танковая пушка Тип 3, созданная на основе полевой пушки Тип 90. Пушка Тип 3 имела длину ствола 38,44 калибра / 2883 мм, а начальная скорость её бронебойного снаряда составляла 680 м/с. Противооткатные устройства пушки Тип 3 были без изменений заимствованы от полевого орудия и размещались под стволом, будучи вынесены за пределы башни и прикрыты броневым кожухом. В отличие от более ранних моделей, на «Чи-Ну» пушка размещалась в установке, позволявшей её наведение без поворота башни только в вертикальной плоскости, в пределах −10…+15°, при помощи винтового механизма. Боекомплект орудия состоял из 55 унитарных выстрелов, размещённых в укладках в кормовой нише башни и на полу боевого отделения.
| Боеприпасы 75-мм танковой пушки Тип 3 |        |                    |                   |             |                       |
| Тип снаряда                           | Марка  | Масса выстрела, кг | Масса снаряда, кг | Масса ВВ, г | Дульная скорость, м/с |
| бронебойный остроголовый              | Тип 95 |                    | 6,60              | 65          | 680                   |
| осколочно-фугасный                    | Тип 90 |                    | 6,34              | 540         | 523                   |

| Таблица бронепробиваемости для 75-мм танковой пушки Тип 3, в мм |    |        |     |     |        |      |      |
| Снаряд \ Расстояние, м | 25 | 100    | 250 | 500 | 1000   | 1500 | 2000 |
| Бронебойный (угол встречи 0°) | 95 | 91; 90 | 88  | 82  | 70; 65 | 58   | 48   |
| Следует помнить, что в разное время и в разных странах использовались различные методики определения бронепробиваемости. Как следствие, прямое сравнение с аналогичными данными других орудий часто оказывается невозможным. |    |        |     |     |        |      |      |

Вспомогательное вооружение «Чи-Ну» состояло из 7,7-мм пулемёта Тип 97, размещённого слева в верхней лобовой детали корпуса. Пулемёт располагался в стандартной для японских танков установке, на вертикальных и горизонтальных цапфах, прикрытой полусферическим броневым щитком, порой в литературе ошибочно именуемой шаровой. Боекомплект пулемёта составлял 3680 патронов. Башенный пулемёт отсутствовал, однако на зенитной турельной установке на крыше башни мог размещаться ещё один пулемёт Тип 97.

### Средства наблюдения и связи
Средства наблюдения «Чи-Ну» не претерпели принципиальных изменений по сравнению с «Чи-Ха». Основным средством наблюдения за местностью служили простые смотровые щели, закрытые многослойным защитным стеклом. Две из смотровых щелей размещались в верхнем лобовом листе, напротив мест механика-водителя и стрелка, ещё две — в лобовых скулах верхней части корпуса. По одной смотровой щели находилось в бортовом башенном люке и крышке пистолетного порта, кроме того, четыре смотровых щели имелись в командирской башенке. Конструкция смотровых приборов позволяла быструю смену защитных стёкол в случае их повреждения. В небоевой обстановке механик-водитель мог также использовать для наблюдения смотровой люк в верхней лобовой детали корпуса. Командир танка также имел в своём распоряжении перископический панорамный наблюдательный прибор, а водителю в небоевой обстановке для лучшего обзора мог служить смотровой люк в верхнем лобовом листе.
Как и «Чи-Хе», все «Чи-Ну» оборудовались радиостанцией.

### Двигатель и трансмиссия
На «Чи-Ну» устанавливался V-образный 12-цилиндровый четырёхтактный дизельный двигатель воздушного охлаждения «Мицубиси» Тип 100 (яп. 一〇〇式発動機), мощностью 240 л. с. при 2000 об/мин. Два топливных бака располагались в моторном отделении, под двигателем.
Трансмиссия «Чи-Ну», как и «Чи-Хе», по сравнению с «Чи-Ха» заметных изменений не претерпела. В её состав входили:
- Многодисковый главный фрикцион сухого трения, установленный на двигателе.
- Первичный редуктор, служивший для возможности более низкого размещения карданной передачи.
- Карданный вал.
- Четырёхступенчатая (восьмискоростная) механическая коробка передач с демультипликатором, расположенная в лобовой части танка, в отделении управления.
- Два двухступенчатых механизма поворота, каждый из которых состоял из планетарного редуктора, блокировочного фрикциона, опорного и остановочного тормозов. Механизмы поворота располагались по обе стороны от коробки передач, частично в вынесенных за пределы корпуса броневых кожухах.

### Ходовая часть
Ходовая часть «Чи-Ну» была унаследована им от «Чи-Ха» без существенных изменений. С каждого борта она состояла из шести опорных катков, трёх поддерживающих катков, ведущего колеса и ленивца. Все катки — литые. Подвеска опорных катков смешанная, первый и последний катки имели индивидуальную подвеску, в то время как средние были сблокированы попарно. Подвеска всех опорных катков — системы Хара. Балансиры крайних и тележки средних катков были при помощи рычагов соединены с цилиндрическими пружинами, закреплёнными горизонтально на бортах корпуса снаружи. Пружины подвески тележек при этом укрывались броневыми кожухами. Опорные катки обрезиненные; крайние катки — цельные одинарные, хотя и имели сдвоенный профиль, средние катки — сдвоенные. Крайние поддерживающие катки — сдвоенные, центральные — одиночные, расположенные только с внутренней половины гусеницы.
Гусеницы «Чи-Ну» — стальные, одногребневые, цевочного зацепления, каждая из 96 литых траков шириной 330 мм.

## Использовался
- Япония
  -  Императорская армия Японии
  -  Сухопутные силы самообороны Японии

## Эксплуатация и боевое применение
Выпущенные «Чи-Ну» поступали, вместе с «Чи-Хе» и другими новыми образцами бронетехники, в 4-ю танковую дивизию. Эта часть, сформированная в 1943 году, до окончания войны находилась в Японии и в боевых действиях участия не принимала. В некоторых источниках содержатся упоминания о применении «Чи-Ну» в боях за Окинаву в марте — июне 1945 года, однако в большинстве современной литературы эта версия не поддерживается. Отсутствие какой бы то ни было информации об этом, как и о «Чи-Ну» в целом, в рапортах военной разведки США, полученных уже после битвы за Окинаву, в июле — августе того же года, говорит также не в пользу этой версии, поскольку появление нового, настолько сильно отличавшегося от привычных «Шинхото Чи-Ха», танка едва ли прошло бы незамеченным. Так или иначе, сколько-нибудь заметного влияния на ход боевых действий «Чи-Ну» не оказал.
После капитуляции Японии «Чи-Ну» были частично пущены на слом, но большая их часть поступила впоследствии на вооружение Сил самообороны Японии и длительное время использовалась ими, наряду с более старыми машинами, такими как «Шинхото Чи-Ха» и «Чи-Хе», а также американскими M24 «Чаффи». Сняты они с вооружения были только к 1960-м годам, с началом массового производства более современных танков Тип 61.

## Оценка машины
Японская промышленность была довольно слаба в сравнении с другими странами, поэтому оказать значительного влияния на ход войны Чи-Ну, выпущенный менее чем в 200 экземплярах, не смог. Этот танк был явно слабее бронирован и легче вооружён, чем его аналоги из СССР, Германии, США. Также Чи-Ну был создан на базе Чи-Ха и имел некоторые архаичные конструкционные особенности (впрочем, почти все были устранены на стадии создания Чи-Хе). Орудие имело плохие приборы прицеливания и стабилизации, а бортовая и кормовая броня легко поражалась даже 37-мм противотанковыми пушками.
Однако для японских инженеров создание серийного танка с трёхместной башней, достаточной (до 50 мм) бронезащитой и 75-мм длинноствольным орудием определённо является значительным достижением. При массе менее 20 тонн танк имел хорошее вооружение и бронирование, а также замечательную подвижность. В бою в тропических условиях его низкое в сравнении с его главным противником — "Шерманом" — давление на грунт (0.77 кг/см2 против 0.96 у американского танка) во многих случаях компенсировало недостаток "Чи-Ну" в бронировании.

### Конструкция и потенциал развития
«Чи-Ну», ставший результатом длительного развития спроектированного ещё в конце 1930-х годов «Чи-Ха», отличался вполне традиционной для японских танков того периода конструкцией, сочетавшей в себе как сравнительно прогрессивные, так и устаревшие или неудачные решения.
Компоновка «Чи-Ну», с расположением моторного отделения в кормовой части корпуса, а трансмиссионного — в лобовой, обеспечивала ему значительный для сравнительно компактной машины объём боевого отделения, лучшее распределение нагрузки на подвеску и более простое по сравнению с танками классической компоновки переключение передач. При этом благодаря применению редуктора, пускавшего карданный вал параллельно днищу корпуса, общую высоту последнего удалось сохранить сравнительно небольшой, особенно по сравнению с танками США аналогичной компоновки. В то же время размещение трансмиссии и ведущих в лобовой, более подверженной обстрелу противника, части корпуса повышало их уязвимость, а расположенные в средней лобовой детали люки доступа к трансмиссии ещё более снижали защищённость танка. При этом, несмотря на значительную длину боевого отделения, его полезный объём снижался небольшой шириной корпуса, затруднявшей установку на него башни достаточных размеров. Всё это, в сочетании с перегруженностью шасси, изначально рассчитанного на 15-тонный «Чи-Ха», привело к тому, что хотя «Чи-Ну» и стал полноценным средним танком, резервов для превращения его в соответствующую требованиям времени к защищённости и вооружению машину уже не осталось. Для этого японским конструкторам пришлось разработать «Чи-То», который, хотя и сохранял в себе многие из применённых на предшественнике конструкторских решений, был создан фактически заново и по своей массе относился уже совершенно к другой категории.
Несмотря на довольно удачную конструкцию моторно-трансмиссионной группы и отдельные удачные решения, «Чи-Ну» отличался общей устарелостью конструкции. Так, корпус и башня, несмотря на частичное применение сварки, всё ещё в значительной степени собирались при помощи клёпки. Приборы наблюдения и прицеливания отличались примитивностью и низким качеством. Традиционная для японских танков того периода подвеска системы Хара отличалась плавностью хода и хорошей ремонтопригодностью, однако имела и ряд недостатков, таких как недостаточная защищённость узлов подвески, значительная масса неподрессоренных элементов и медленное гашение продольных колебаний корпуса. Столь же традиционный отказ от спаренной с пушкой установки башенного пулемёта привёл к тому, что «Чи-Ну» оказался вовсе его лишён, поскольку разместить его в корме башни, как на более ранних машинах, стало невозможно.

### Вооружение и защищённость
По уровню броневой защиты «Чи-Ну» в целом превосходил другие танки с массой до 20 тонн. Однако по меркам 1943 года для среднего танка оно являлось явно недостаточным.
Бронирование «Чи-Ну» было противоснарядным лишь в лобовой проекции; при этом даже там его толщина не превышала 50 мм и расположено оно было без рациональных углов наклона. Это обеспечивало сколько-нибудь надёжную защиту лишь от снарядов противотанковых пушек калибром не более 45 мм либо от короткоствольных орудий, тогда как даже 75-мм пушка «Шермана» или 76-мм пушка Т-34, не говоря уже о более мощных орудиях, обеспечивали уверенное пробитие лобовой брони «Чи-Ну» на дистанции в 1 км, а при удачном попадании — и большей. Впрочем, лёгкие противотанковые орудия, например, 37-мм M3, использовались на Тихоокеанском театре военных действий вплоть до самого конца войны, так что полностью актуальности бронирование «Чи-Ну» не утратило.
Бортовое и кормовое же бронирование «Чи-Ну» обеспечивало полную защиту лишь от огня крупнокалиберного пулемёта, на некоторых дистанциях также — крупнокалиберных противотанковых ружей и малокалиберных автоматических пушек. Уже пушки калибром 37 мм, такие как M3, обеспечивали уверенное поражение бортов и кормы «Чи-Ну» практически на всех дистанциях прицельной стрельбы. Вдобавок 8,5-мм бронелисты днища, в лобовой и кормовой оконечностях расположенные под углом в 60° к вертикали, хотя и были в условиях поля боя в значительной степени укрыты складками местности, при определённых условиях могли становиться уязвимыми местами, пробивавшимися даже крупнокалиберным пулемётом.
Невысокая броневая защита дополнительно снижалась рядом факторов. Смотровой люк водителя, люки доступа к агрегатам трансмиссии и пулемётная установка существенно снижали и без того невысокую снарядостойкость лобовой части корпуса. Дополнительно снижало защищённость и невысокое качество японской брони в сочетании с клёпаным соединением части деталей корпуса и башни. При снарядном, а порой и при пулевом обстреле, деформация броневых плит могла приводить к тому, что заклёпки отскакивали внутрь корпуса, становясь опасными поражающими элементами даже в том случае, если броня успешно отражала попавшую в неё пулю или снаряд.
75-мм орудие «Чи-Ну» по баллистике было примерно аналогично 76-мм пушке Т-34 или 75-мм пушке «Шермана». В то же время её эффективность существенно снижалась низким качеством приборов прицеливания, а орудие «Шермана», вдобавок, оборудовалось стабилизатором в вертикальной плоскости, многократно повышавшим точность стрельбы с ходу. Ограниченным был и ассортимент боеприпасов японской пушки, в котором отсутствовали подкалиберные или кумулятивные снаряды (обычно в боекомплект «Чи-Ну» входили только бронебойные и осколочно-фугасные снаряды).
75-мм пушка «Чи-Ну» в 1944 году позволяла ему бороться с современными ему средними танками, такими как Т-34 или «Шерман», но обеспечивала пробитие их лобовой брони лишь на сравнительно близких дистанциях, что ставило «Чи-Ну» с его более тонкой лобовой бронёй в невыгодное положение в случае реального боевого столкновения. При этом против лобового бронирования танков нового поколения, появившихся к 1945 году, таких как Т-44 или M26, пушка «Чи-Ну» была практически бессильна.

### Надёжность и технологичность
«Чи-Ну» был создан на базе отработанного в производстве «Чи-Ха», почти все его системы были отработаны на других образцах вооружения и длительное время находились в серийном производстве. При этом ещё на «Чи-Хе» часть узлов танка, в частности, чрезмерно сложная форма корпуса «Чи-Ха», были ещё более упрощены и приспособлены к условиям массового производства. Всё это обеспечивало «Чи-Ну» сравнительно высокую технологичность, хотя ряд применённых на нём конструкторских решений и признавался специалистами неудачным в этом отношении.
Характерное для японских танков того периода предельное упрощение конструкции повышало надёжность «Чи-Ну» и удешевляло его производство, однако порой это упрощение переходило в примитивизм, что отрицательно сказывалось на боевых качествах танка. При этом японским конструкторам удалось обеспечить «Чи-Ну» надёжную работу моторно-трансмиссионной группы — одной из наиболее часто становящихся проблемными систем танка. В то же время повышенная нагрузка на отдельные узлы, в частности на двигатель и подвеску, снижала их ресурс и в конечном счёте надёжность машины.

### Аналоги
Сравнение с другими танками весьма затруднительно из-за того, что Чи-Ну лучше, чем средние танки других стран межвоенного периода, однако имеет недостатки перед аналогами времён Второй мировой войны.
По огневой мощи и характером использования аналогами Чи-Ну являются Pz. Kpfw. IV, M4 Sherman, Т-34. Однако все они (кроме Pz. IV ранних модификаций) имеют сильно лучшую бронезащиту (80 — 95 мм приведённой брони против 52 у Чи-Ну). Вместе с тем Чи-Ну имеет некоторое преимущество в подвижности перед ними (кроме Т-34, чья удельная мощность и надёжность не уступали Чи-Ну).
По боевой массе Чи-Ну близок к Pz. III и "Туранам" первых двух модификаций, которых превосходит в вооружении.
По вооружению, броне, массе и подвижности Чи-Ну близок к американскому лёгкому танку M24. Однако последний был выпущен в многократно превосходящих количествах и уступает Чи-Ну по ряду параметров: удельная мощность, бортовая и кормовая броня, условия работы экипажа. Вместе с тем и M24 лучше Чи-Ну например, наличием подкалиберных снарядов.
Другие средние танки того периода, такие как M4 «Шерман», существенно превосходили «Чи-Ну» как по массе, так и по своим боевым характеристикам. Хотя «Чи-Ну» и мог противостоять «Шерману» на равных, последний имел над ним явное преимущество за счёт более мощного бронирования и общего совершенства конструкции. Вместе с тем, «Чи-Ну» имел несколько лучшую подвижность и значительно лучшую проходимость, чем 30-тонный «Шерман», что в условиях Тихоокеанского театра военных действий играло значительную роль.

## Машины на базе Тип 3 «Чи-Ну»
- Type 4 Чи-То — глубокая модернизация Чи-Ну. Танк имел более мощную броню (до 75 мм) и пушку Тип 5. Чтоб не тормозить производство "Чи-Ну", планировалось запустить Чи-То в производство в августе 1945 года, но из-за окончания войны успели завершить только 6 шасси, из которых полноценными танками стали не более пяти;
- Type 3 Чи-Ну Кай — в связи с потребностью в усилении противотанковых качеств танка на него была установлена башня от Чи-То вместе с более мощной 75-мм пушкой Тип 5. Танк успешно прошёл испытания и был принят на вооружение, однако из-за нехватки сырья дальше одного экземпляра производство не пошло;
- Type 3 Чи-Ну II — установка пушки Тип 5 в обычную башню от Чи-Ну. До конца войны успели построить 3 штуки. Танк был принят на вооружение, но в боях не участвовал;
- Type 5 Чи-Ри — дальнейшее развитие Чи-То, танк был больше в размере и имел кассетное заряжание (по 3 снаряда в кассете) для пушки Тип 5. Прототип не был достроен, так как Чи-То сочли практичнее. После войны экземпляр захватили американцы.

## Сохранившийся экземпляр
Сейчас известен лишь один сохранившийся образец. Он находится в музее Сил самообороны Японии в Цутиуре.